# Oberreute

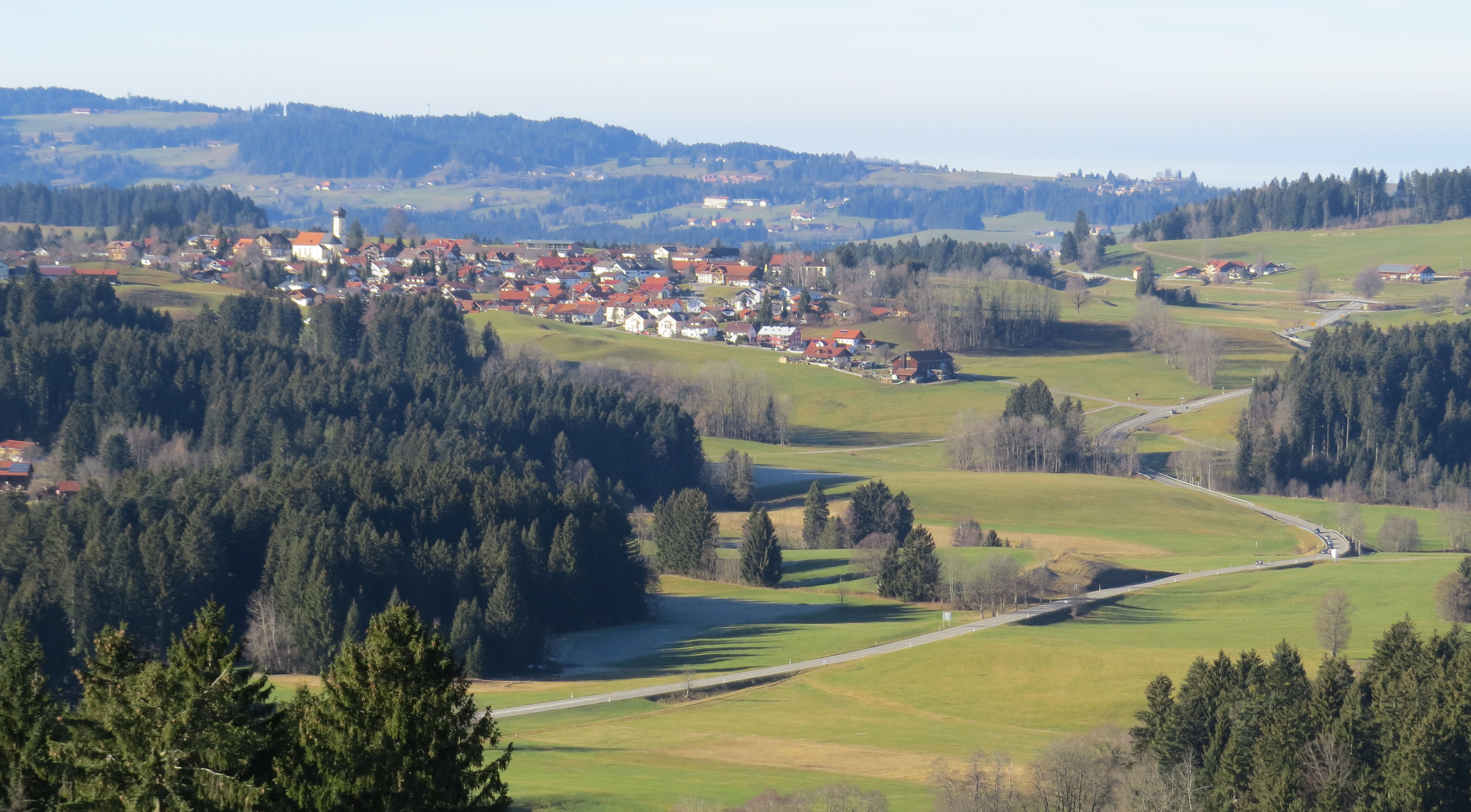
Oberreute an der Deutschen Alpenstraße

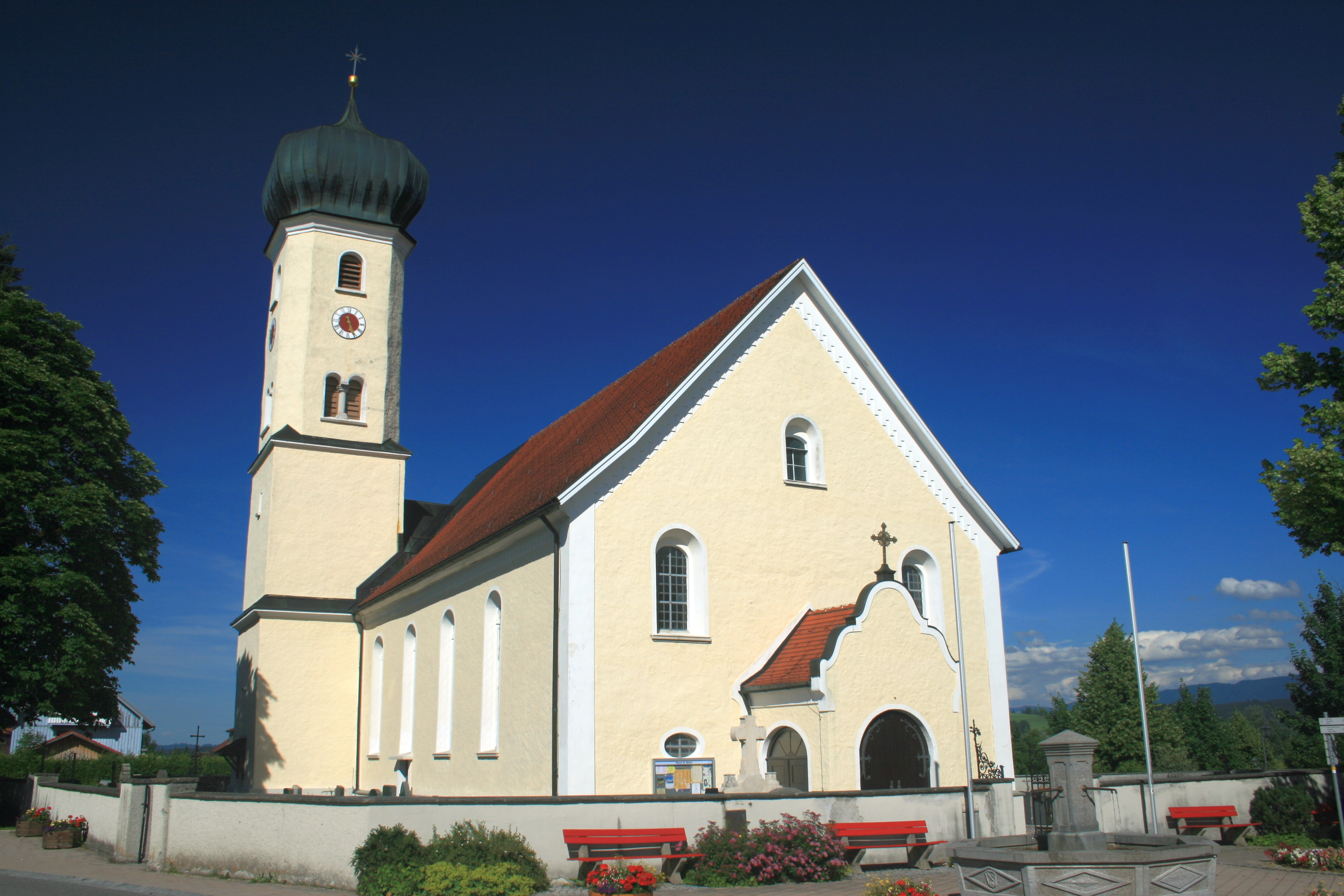
Die barocke Pfarrkirche St. Martin (errichtet 1797)

Oberreute (westallgäuerisch Obəritə) ist eine Gemeinde im schwäbischen Landkreis Lindau (Bodensee). Der gleichnamige Hauptort ist ein staatlich anerkannter Luftkurort an der Deutschen Alpenstraße.

## Geografie

### Lage

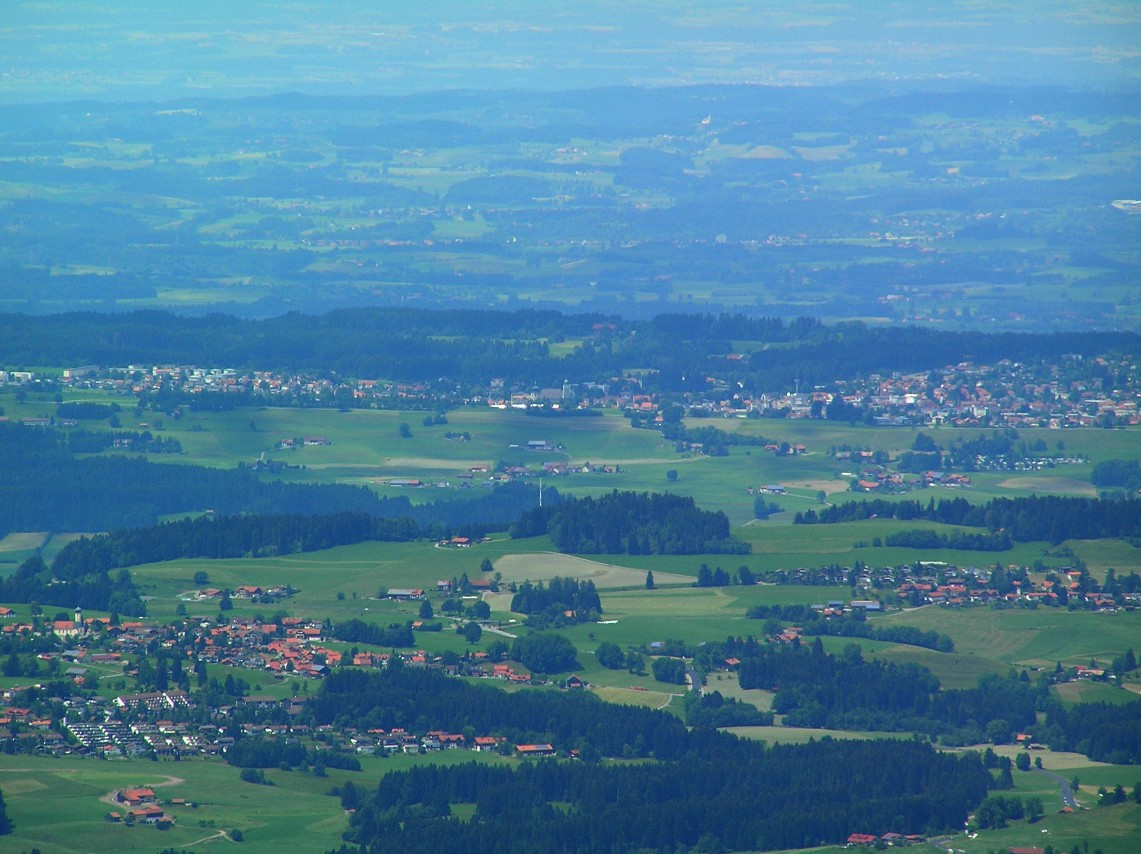
Westallgäu und Oberschwaben, vom Hochgrat aus; Oberreute links im Vordergrund

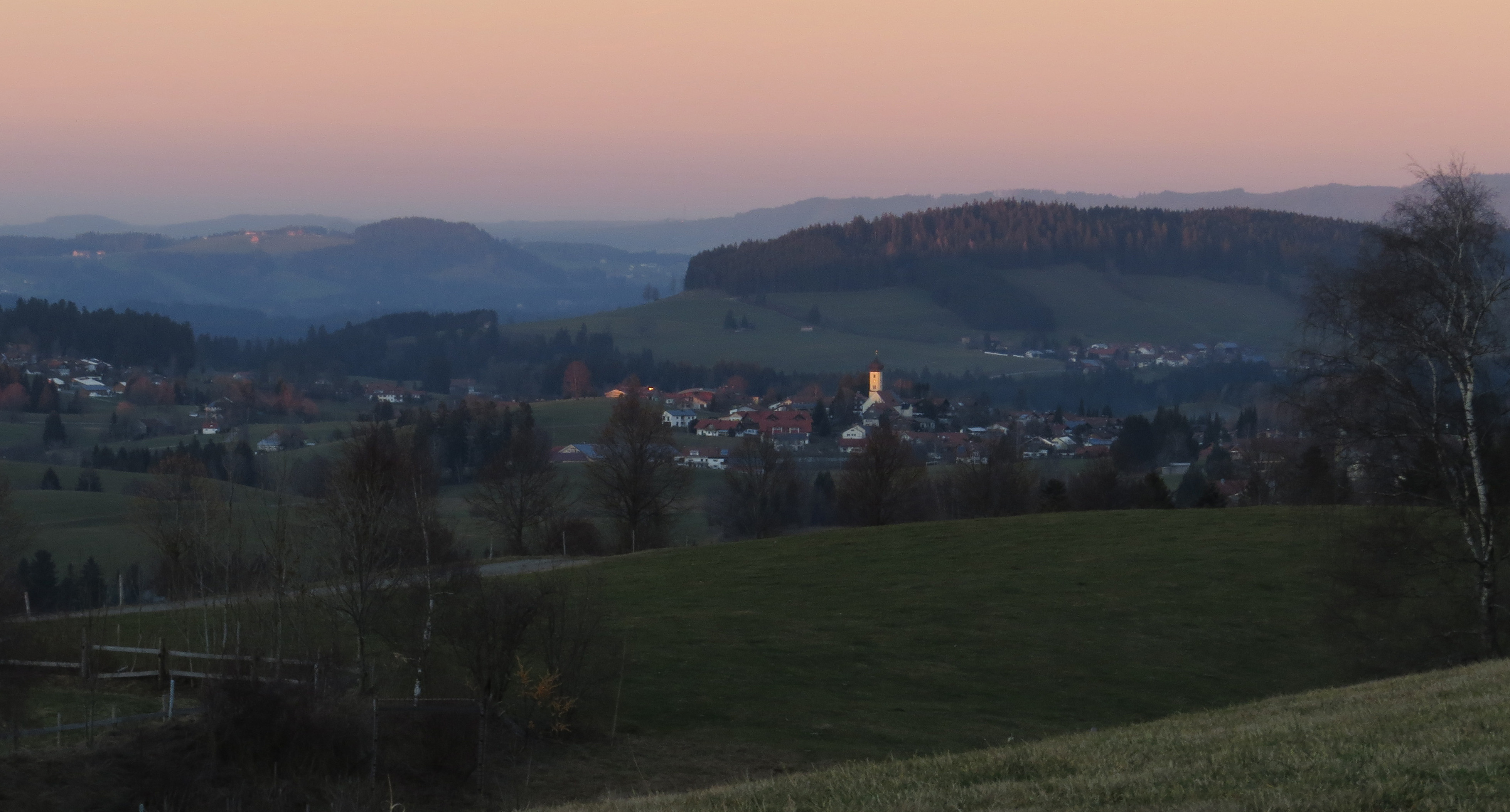
Oberreute von Südwesten

Oberreute liegt in der Region Allgäu, genauer im Westallgäu, etwa fünf Kilometer von der österreichischen Grenze entfernt. Das Gemeindegebiet befindet sich auf einer Höhe von 680 bis 1041 m ü. NHN. Der höchste Punkt ist der Sulzberg oder Hochsträß, der noch zu den Allgäuer Voralpen westlich der Iller im weiten Sinne zählt.

### Gemeindeteile
Es gibt 15 Gemeindeteile (in Klammern ist der Siedlungstyp angegeben):
- Bächen (Weiler)
- Beule (Weiler)
- Hinterschweinhöf (Dorf)
- Ihlingshof (Weiler)
- Irsengund (Dorf)
- Längene (Einöde)
- Langenried (Dorf)
- Oberberg (Einöde)
- Oberreute (Pfarrdorf)
- Schnellers (Weiler)
- Schönebühl (Weiler)
- Stadels (Dorf)
- Unterreute (Weiler)
- Vorderschweinhöf (Weiler)
- Zellers (Weiler)

Die Einöden Kremlerbad und Kremlermühle sind keine amtlich benannten Gemeindeteile.

### Nachbargemeinden
|                   |                                             | Stiefenhofen |
| Weiler-Simmerberg | Kompassrose, die auf Nachbargemeinden zeigt | Oberstaufen  |
|                   | Sulzberg (Vorarlberg)                       |              |

## Geschichte

### Bis zur Gemeindegründung
Die heutigen Gemeindeteile Stadels und Schönebühl waren einst Gerichtssitz. Oberreute entstand erst Ende des 18. Jahrhunderts. 1797 wurde von den Bewohnern die erste Kirche errichtet. Der Ort war Teil der österreichischen Herrschaft Bregenz-Hohenegg, seit den Friedensverträgen von Brünn und Preßburg 1805 gehört er zu Bayern.

### Einwohnerentwicklung
- 1961: 1010 Einwohner[4]
- 1970: 1040 Einwohner[4]
- 1987: 1283 Einwohner
- 1991: 1456 Einwohner
- 1995: 1395 Einwohner
- 2000: 1471 Einwohner
- 2005: 1609 Einwohner
- 2010: 1641 Einwohner
- 2015: 1635 Einwohner

Zwischen 1988 und 2018 wuchs die Gemeinde von 1283 auf 1662 um 379 Einwohner bzw. um 29,5 %

## Politik

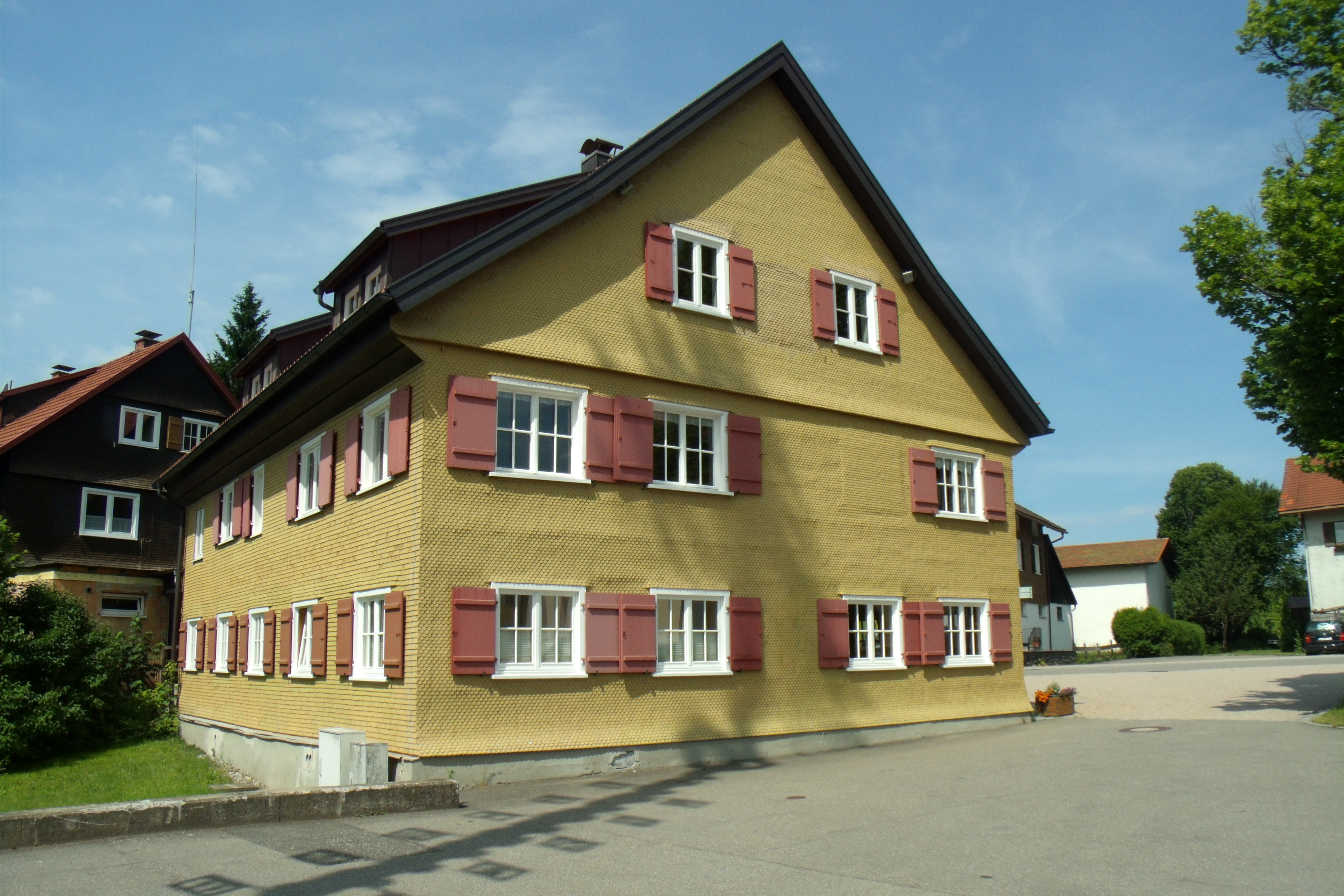
Rathaus Oberreute

### Bürgermeister
Erster Bürgermeister ist seit 2020 Stefan Schneider (Offene Bürger Oberreute). Sein Vorgänger war Gerhard Olexiuk (CSU). 

### Gemeinderat
Seit der Wahl 2020 hat der Gemeinderat 12 Mitglieder.

### Verwaltung
Die Gemeinde ist Mitglied der Verwaltungsgemeinschaft Stiefenhofen.

### Wappen
| Wappen von Oberreute | Blasonierung: „In Rot über einem silbernen Dreiberg gekreuzt ein silbernes Rodungsbeil und ein silberner Spaten mit goldenen Stielen.“ |
| Wappen von Oberreute | |

### Partnerschaften
- La Cumbrecita, Provinz Córdoba (Argentinien), Argentinien. Die Partnerschaft wurde am 23. März 2019 unterzeichnet.[7]
- Nohanent, Auvergne, Département Puy-de-Dôme, Frankreich. Die Partnerschaft besteht seit dem Jahr 1998.

## Kultur und Sehenswürdigkeiten

### Freizeit
- Grenzüberschreitender Naturlehrpfad zwischen Oberreute und Sulzberg (A)
- Hausbachklamm mit Abenteuerspielplatz
- Nordic Walking Park
- Wanderwege ca. 40 km
- 25 km Langlaufloipen
- beheiztes Freibad mit Beachvolleyballplatz und Slackline
- Museum im Rathaus
- Skimuseum mit Exponaten aus dem  Ende 19. Jahrhunderts

### Veranstaltungen
- Standkonzerte im Kurgarten
- Sommerfeste
- Kinderferienprogramm
- Gästebegrüßungen
- Heimatabende
- geführte Schneeschuhwanderungen im Winter
- Weihnachtsmarkt
- Traditionelles Funkenfeuer im Ortsteil Langenried

### Bauwerke
- Pfarrkirche St. Martin (Ende 18. Jh.)
- Alte Schule (18. Jh.)
- Sinnraum Oberreute (2024), einzige öffentliche Kapelle der Gemeinde

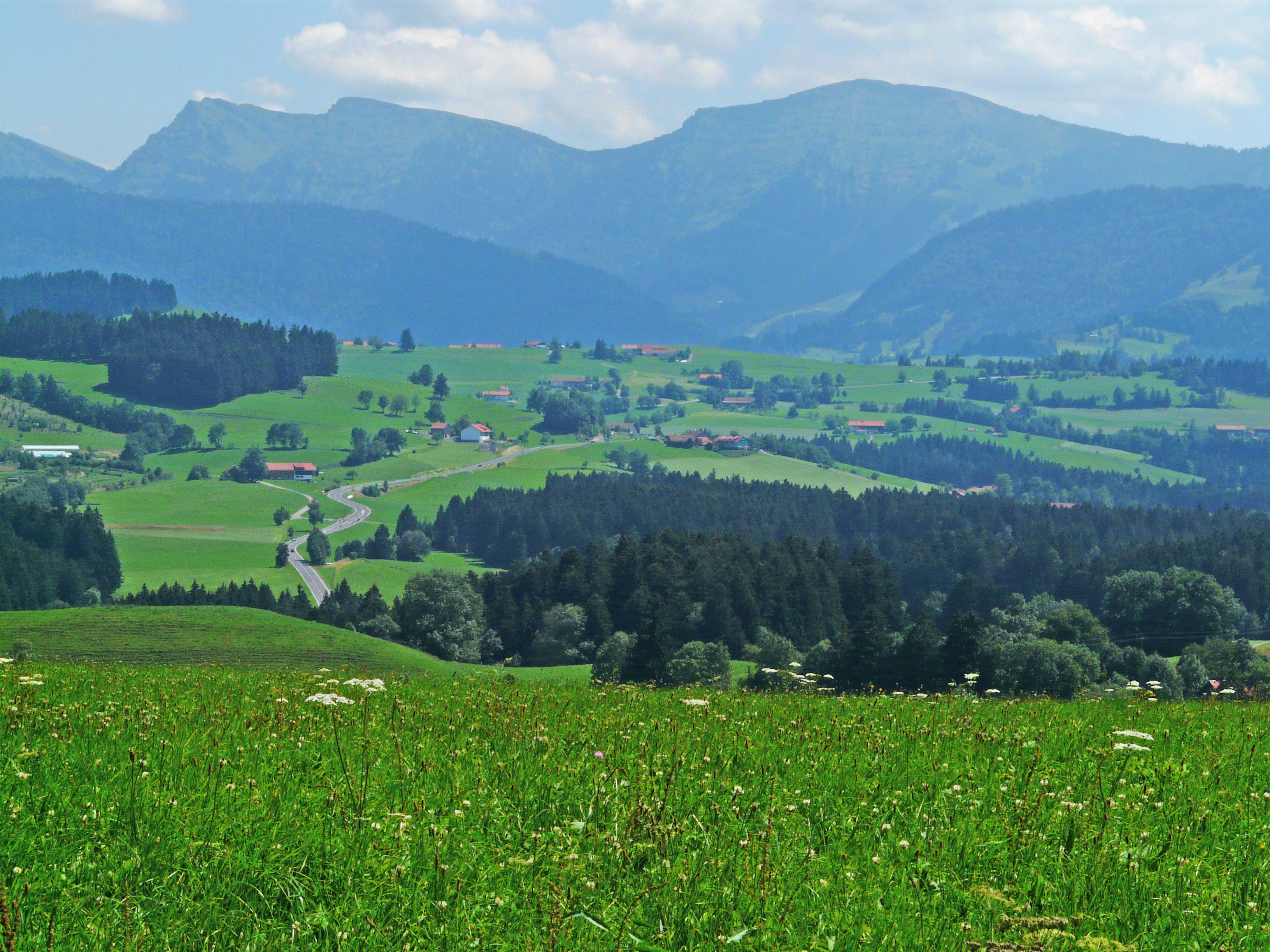
Dt. Alpenstraße B 308 bei Oberreute
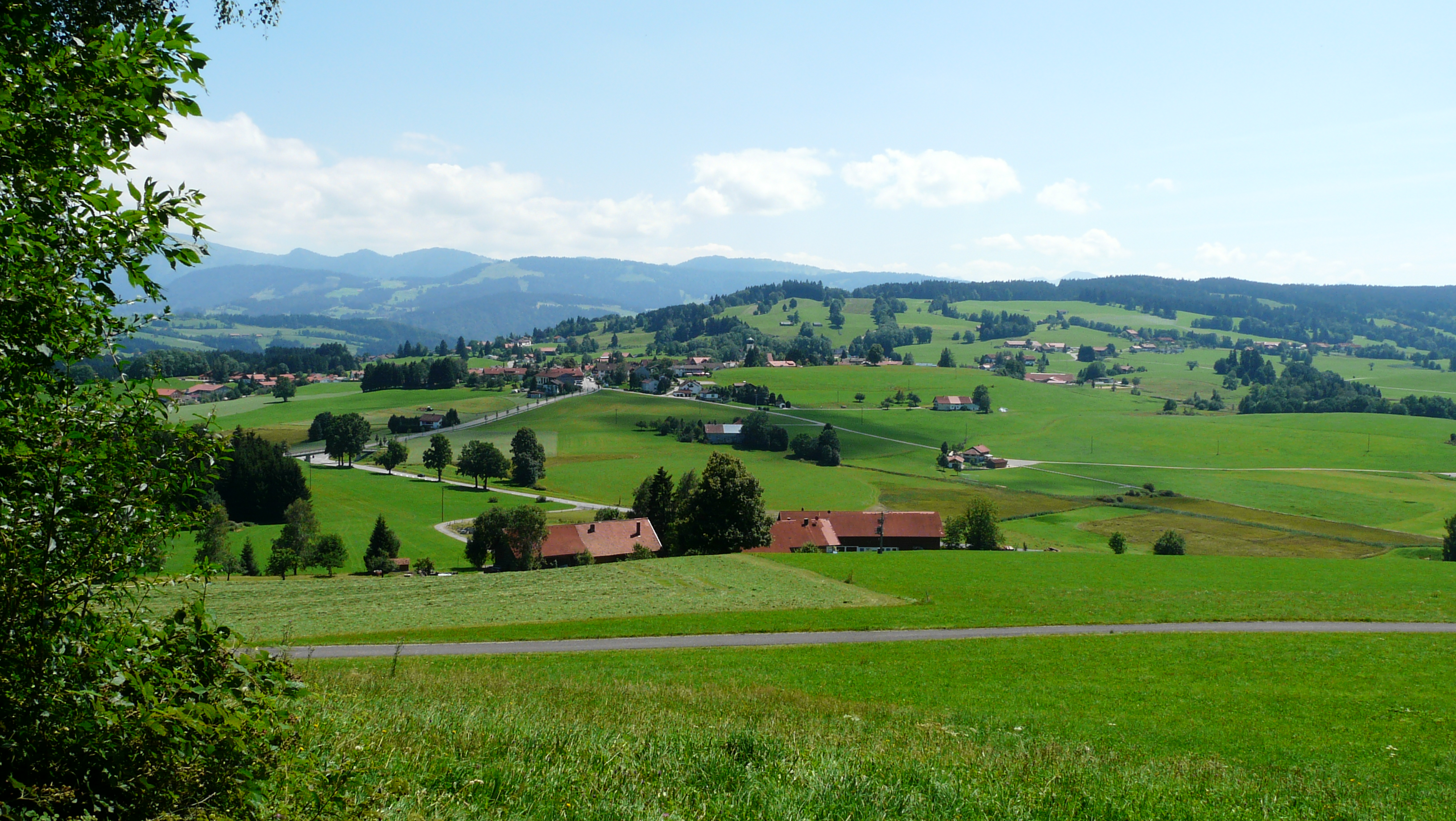
Oberreute
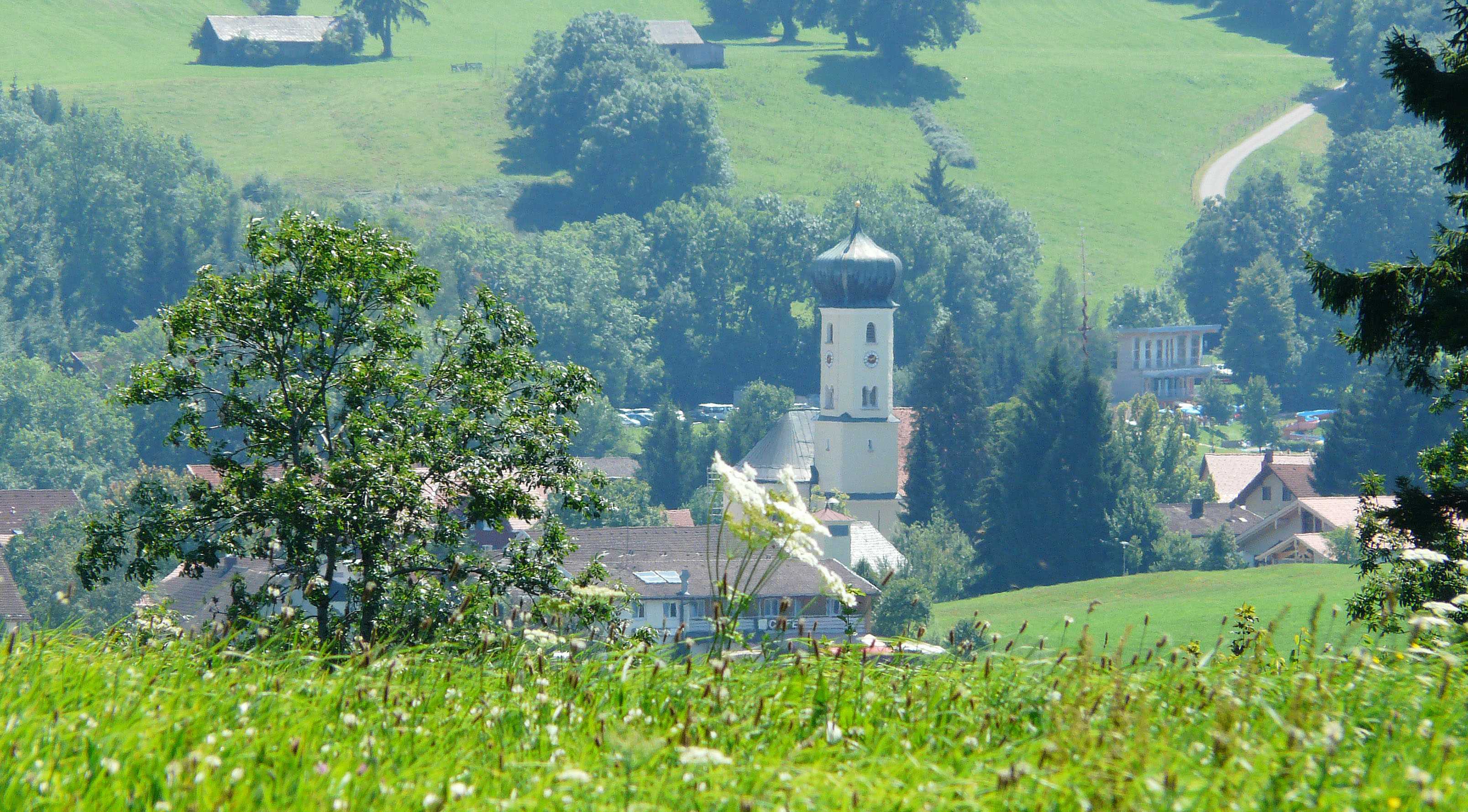
Oberreute von Norden
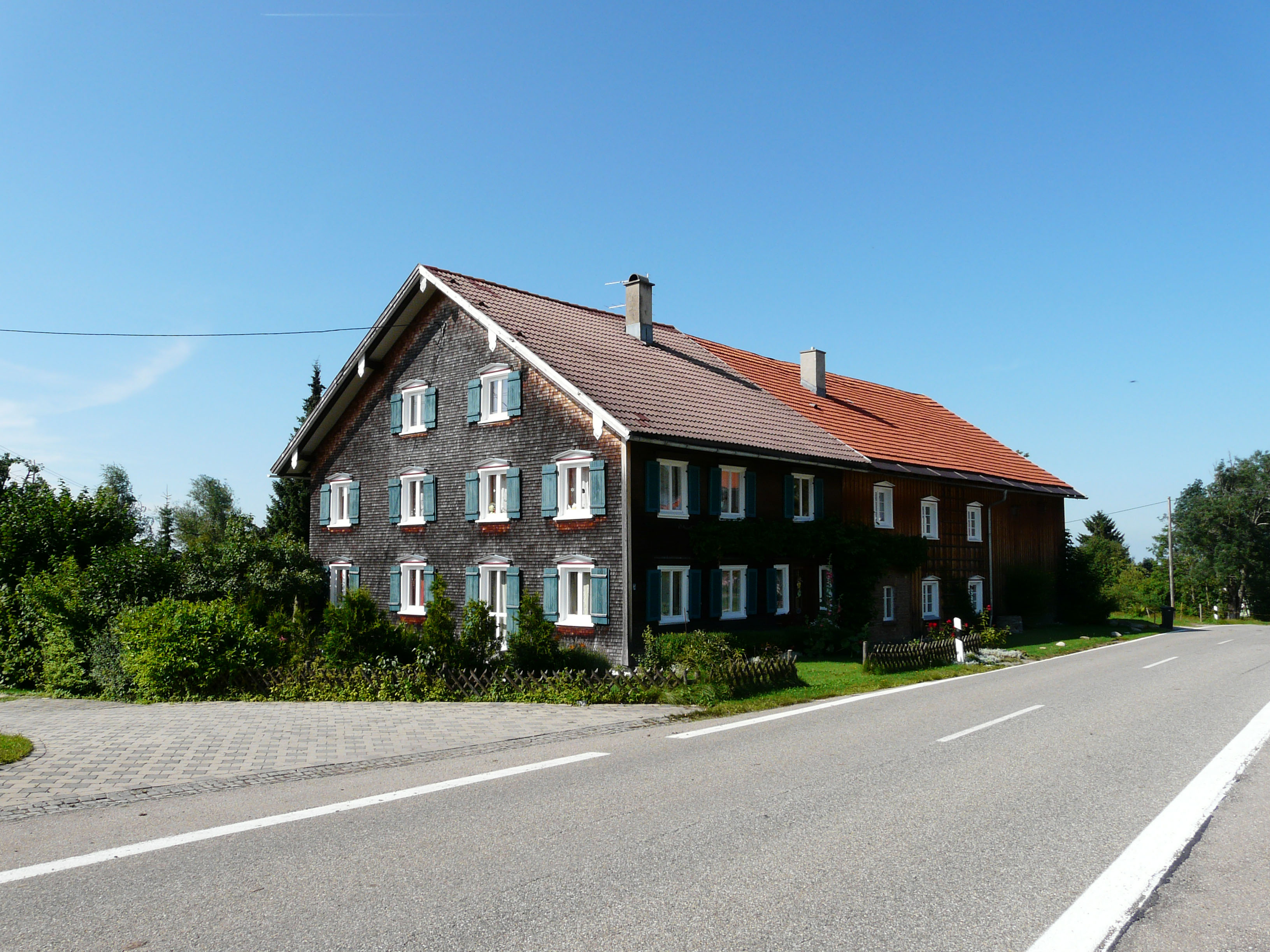
Schönebühl
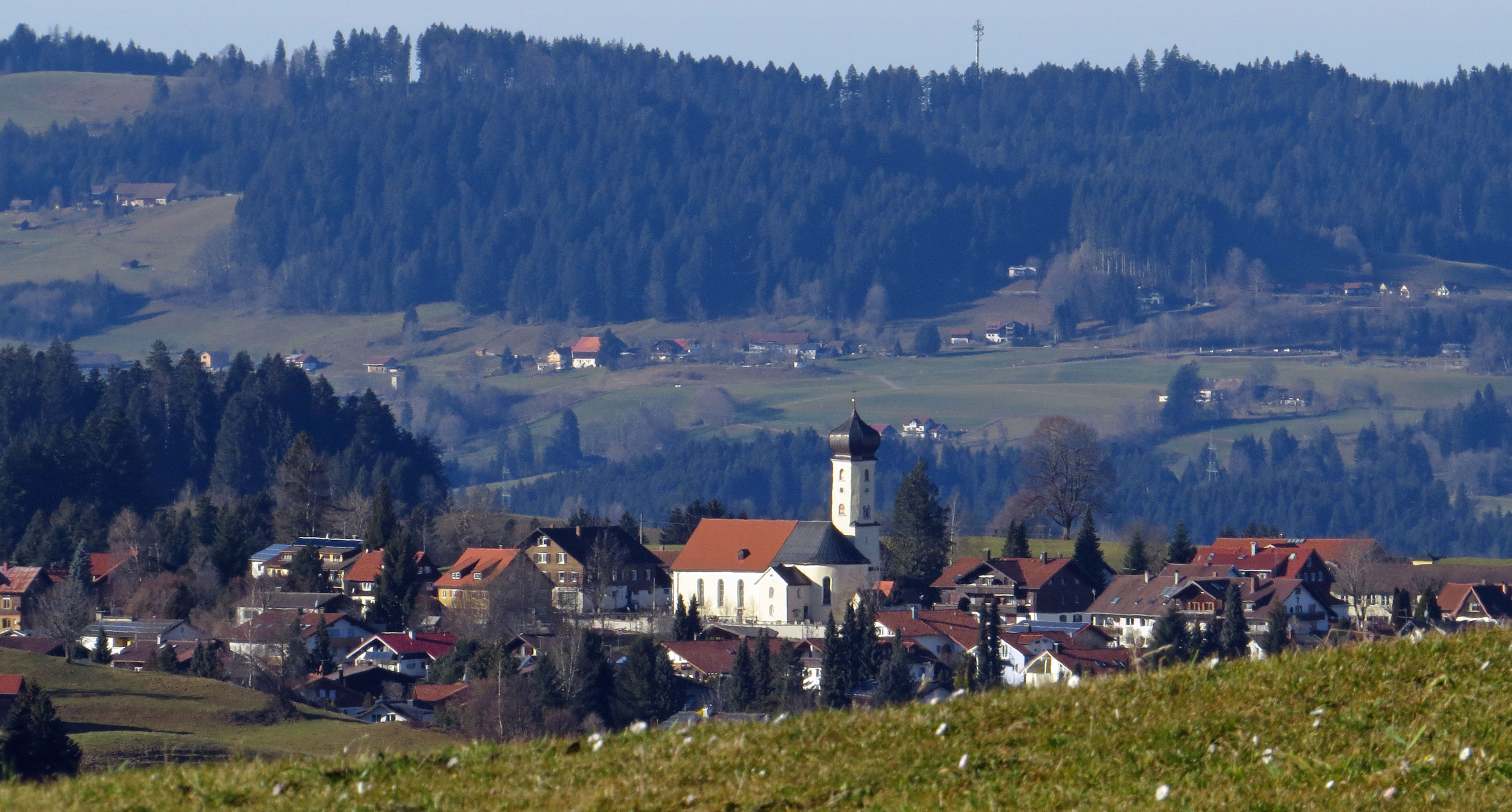
Oberreute von Osten
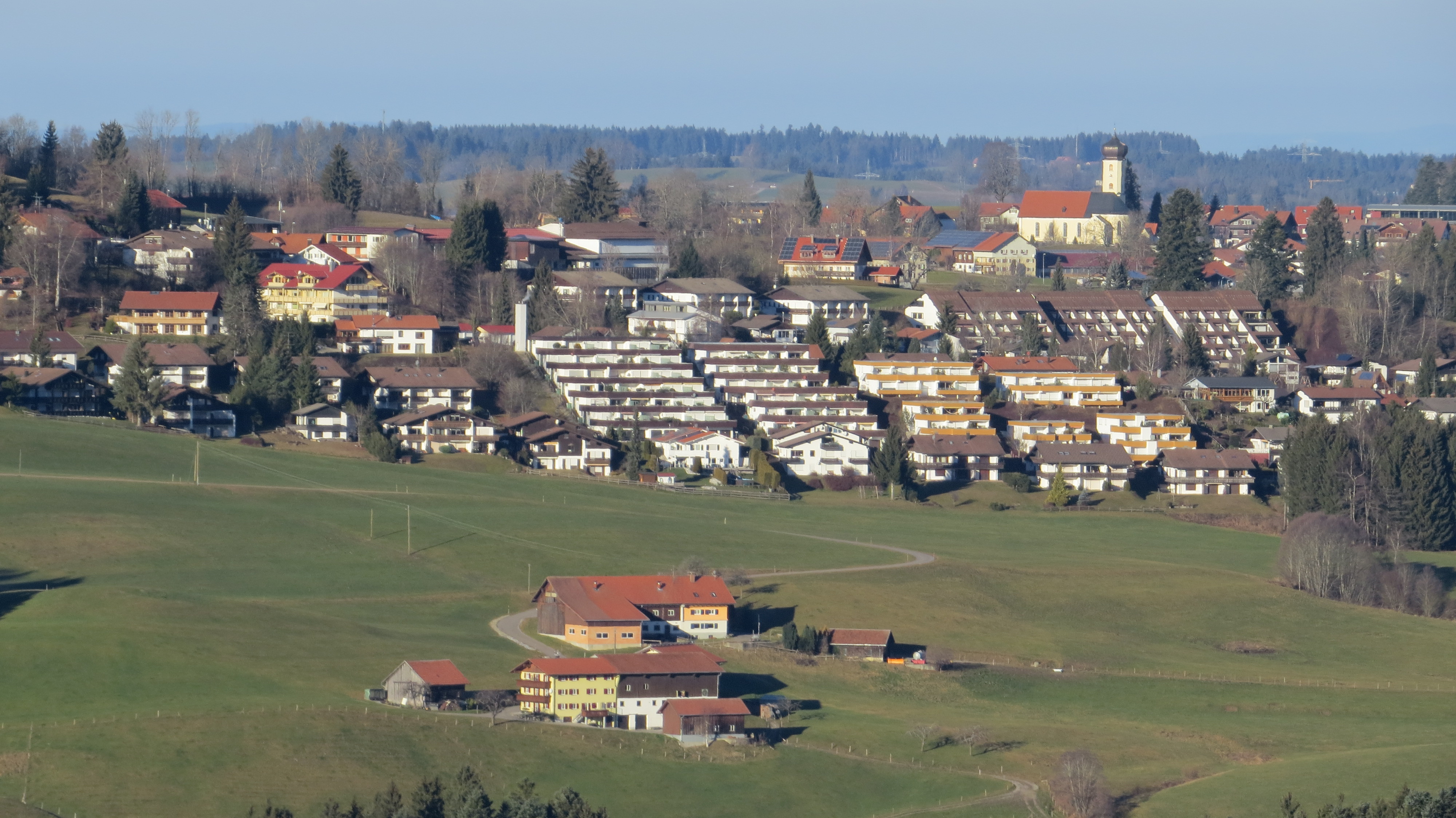
Irsengund, Oberreute

## Wirtschaft und Infrastruktur

### Wirtschaft einschließlich Land- und Forstwirtschaft
Es gab im Jahr 2020 nach der amtlichen Statistik 213 sozialversicherungspflichtig Beschäftigte am Arbeitsort. Sozialversicherungspflichtig Beschäftigte am Wohnort gab es insgesamt 667. Das verarbeitende Gewerbe zählte keine, das Bauhauptgewerbe zwei Betriebe. 2016 bestanden außerdem 36 landwirtschaftliche Betriebe mit einer landwirtschaftlich genutzten Fläche von 880 ha.

### Bildung
Im Jahre 2021 besuchten in Oberreute 50 Kinder den Kindergarten und 40 Schüler die Volksschule, an der vier Lehrer unterrichteten.

### Landschaft und Natur
- Das Wildrosenmoos, ein Landschaftskomplex aus Feuchtwiesen und Mooren auf dem Sulzbergrücken (Hochsträß), bietet vielen seltenen und geschützten Tier- und Pflanzenarten einen geeigneten Lebensraum. Als grenzüberschreitender Naturraum zwischen Deutschland und Österreich bietet es auch Wanderern und Naturliebhaber eine abwechslungsreiche Idylle.
- Oberreute teilt sich sein bekanntestes Geotop, die Hausbachklamm, mit Weiler-Simmerberg. Der Tobelabschnitt ist rund anderthalb Kilometer lang und beeindruckt durch Auswaschungen und Strudeltöpfe im Sand- und Nagelfluhgestein.

## Persönlichkeiten
- Johann Evangelist Keller (1824–1910), Reichstags- und Landtagsabgeordneter, Bürgermeister von Lindenberg
- Gunter Steinbach (1938–2002), Sachbuchautor und Herausgeber einer erfolgreichen Naturführerreihe, lebte seit Ende der 1970er Jahre auf einem Hof bei Oberreute-Irsengund.